# Stade de Pamandzi
Stade de Pamandzi – wielofunkcyjny stadion w mieście Pamandzi, na Majotcie (departament zamorski Francji). Jest obecnie używany głównie dla meczów piłki nożnej i rugby union oraz zawodów lekkoatletycznych. Swoje mecze rozgrywają na nim drużyny piłkarskie Pamandzi SC i Etoile Pamandzi. Stadion może pomieścić 1500 osób.